# 邦字新聞
邦字新聞（ほうじしんぶん）、もしくは邦字紙（ほうじし）は、広義では日本語の新聞を意味するが、通常は "日本以外の世界各国で発刊されている日本語新聞" を指す言葉である。
日系人の高齢化に伴う日本語人口の先細りなどにより、海外で発行されている邦字紙は減少傾向にある。

## 概要
海外初の邦字新聞は、1886年のサンフランシスコの「しののめ」とされる。1887年には、同じくサンフランシスコで「新日本」が刊行された。同紙の日本での発売は、1888年の出版条例（17条）により禁止された。
組合としては海外日系新聞放送協会があり、世界の邦字紙17社が加盟している。海外日系新聞等（日本国以外の諸国にある日本語等による新聞その他の刊行物、放送、通信等をいう）の事業を行うものの健全な発展を通じて、国際理解の促進を図り、あわせて会員相互の親睦と共通の利益を守るのが目的。

## アジア
- バンコク週報 公式サイト、タイ
- 南国新聞 公式サイト、マレーシア、日本、タブロイド判
- 日馬プレス 公式サイト、マレーシア、月2回発行
- 星日報 公式サイト、シンガポール、2010年8月に休刊
- じゃかるた新聞 公式サイト、インドネシア、2024年8月に休刊
- 香港ポスト 公式サイト、香港、2018年11月に休刊、2019年12月に復刊
- ラスメイカンプチア新聞 公式サイト、カンボジア
- 日刊まにら新聞 公式サイト、フィリピン、2021年12月に休刊となり電子版に移行[6]。
- VIETJO ベトジョー 公式サイト、ベトナム
- The Watch 公式サイト、ベトナム
- 日本経済新聞アジア・オセアニア版（アジア・オセアニア地域で購読可能）

## オセアニア
- 日豪プレス NICHIGO ONLINE、オーストラリア、全国版、クイーンズランド版、月刊。
- サザンクロスタイムス、クイーンズランド州、月刊。
- 週刊ジェンタ、シドニー、毎週金曜日発刊、タブロイド。
- Cheers、シドニー、月刊、タブロイド。
- 伝言ネット（ Dengon Net・生活情報 ）、メルボルン、ブリスベン、月刊。
- J.A. News パース、月刊。

## 北米

### アメリカ
- 羅府新報 公式サイト ロサンゼルスにて火、水、木、土発行、米国内で最多の発行部数（平均45,000部発刊）の日系新聞、1903年創刊。
- ハワイ報知社 公式サイト、日刊、ホノルル、1912年創刊、日本語日刊紙、週6日発行。2023年休刊。
- OCSニュース ニューヨーク
- 日米タイムズ 公式サイト 1946年創立、日英2か国語、北カリフォルニア州、火、木、土発行、大判10ページ。
- 北米毎日新聞 公式サイト 1948年2月19日創刊、2009年10月30日付で休刊。サンフランシスコ、8ページ（日本語 : 6ページ、英語 : 2ページ）、週5日発行。
- 北米報知 公式サイト シアトル、週1回発行、北米最初の日系新聞として前身の北米時事が1902年に設立される。
- 日刊サン ロサンゼルスで週6日発行、ニューヨークで週3日発行、無料新聞。
- ロッキーマウンテン時報：コロラド、2007年2月で廃刊。現在はオンライン情報のみ。
- J weekly サンフランシスコ・ベイエリアの日系フリーペーパー（毎週金曜日発行）。

### カナダ
- 大陸日報：1907年創刊、1941年頃休刊。
- ニューカナディアン：1938年創刊、2001年廃刊。バンクーバーのちトロント
- バンクーバー新報：1978年創刊、2020年4月30日付で廃刊。現在はWEBサイトにて情報提供をしている。バンクーバー
- 日加タイムス：1979年10月創刊、2008年12月で廃刊。後にオンラインの「e-Nikka」として運営されるも終了。トロント
- カナダジャーナル：1981年創刊、2005年12月で廃刊。現在は旅行・留学手続代行会社となる。バンクーバー
- アドバルーン：1985年創刊、2003年廃刊。毎月1、15日発行であった。バンクーバー
- Oops! Japanese Magazine：1998年8月創刊。月刊。2020年5月から7月号までは新型コロナウイルスの影響のため休刊。バンクーバー。カナダで現存する唯一の邦字紙。前述のバンクーバー新報廃刊後は、同紙を継承した形で日系文化センターなどの日系人関連団体や、日本総領事館からのお知らせを掲載するようになった。
- Bits：2002年創刊、2018年6月で廃刊。トロント。本紙の廃刊で同地から邦字紙が消滅する。

## 中南米

### ブラジル
- ブラジル日報：ブラジルの非営利団体「ブラジル日報協会」が発刊する邦字紙。2022年1月創刊。火～土曜日週５日刊行。姉妹紙にポルトガル語新聞「Jornal Nippon Já」がある。
- ニッポ・ブラジル新聞：1992年創刊、サンパウロ市ビラマリアーナ区、ブラジルの歴史、ブラジル日本移民史など ※同紙はポルトガル語新聞。ただし、一部紙面が日本語面となっている。
  - Journal International Press（International Press Co.(IPC)）と提携、IPCTV（テレビ）を開設。

休刊・廃刊
- 伯剌西爾時報：ブラジル。戦前、戦後直後に発刊された新聞。
- 聖州新報：ブラジル。戦前の新聞。
- 朝日新聞：ブラジル。戦前の新聞。
- 週刊南米：ブラジル。戦前の新聞。
- 昭和新聞：ブラジル。戦後直後の新聞。
- ブラジル中外新聞：ブラジル。戦後直後の新聞。
- アサイ新聞：ブラジル。戦後直後の新聞。
- パウリスタ新聞：ブラジル。日伯毎日新聞と統合しニッケイ新聞になる。
- 日伯毎日新聞：ブラジル。パウリスタ新聞と統合しニッケイ新聞になる。
- サンパウロ新聞：サンパウロ市、1946年10月12日創刊、第25回菊池寛賞受賞（1977年）、日刊（週5回発行）、大判、通常10ページ（2ページ、ポルトガル語）。2018年12月22日発行の「2019年1月1日付新年号」を以もて廃刊。
- ニッケイ新聞：サンパウロ市、パウリスタ新聞と日伯毎日新聞が1998年3月に合併して設立された。日本在住者向け無料メールマガジンの運営や日本語書籍の発行も行っていた。2021年12月18日付で廃刊[7][8]。

### パラグアイ
- 日系ジャーナル - アスンシオン、1980年4月1日創刊。主筆兼代表・ミチオ高倉（酒とバラのパラグアイな日々） 月2回（15日・30日）発刊、タブロイド

### アルゼンチン
- らぷらた報知 - ブエノス・アイレス、1967年創刊

### ペルー
- ペルー新報 - リマ、1950年創刊、日刊（週6回発行）、大判、通常8ページ（2ページ、日本語）。

## ヨーロッパ

### フランス
- ル・モンド・ディプロマティーク - 日本語版
- OVNI - 1979年創刊、パリで月2回（1日・15日）発行。日本語14頁、仏語2頁、タブロイド全16頁。発行部数60,000部を誇る。かつて「イリフネ・デフネ」と言う紙名だった。